# كارداسيان

كارداسيان هم عرق خيالي ظهرت في سلسلة ستار تريك. تم تقديم الكارداسيان على أنهم يعيشون في ظل حكومة عسكرية تسيطر على إمبراطورية بين النجوم، ويحتلون الكواكب الأخرى، أبرزها كوكب باجور.